# Route nationale 38
La route nationale 38 (RN 38 o N 38) è stata una strada nazionale che partiva da Beauvais e terminava a La Fère. Non esiste più dopo i declassamenti degli anni settanta.

## Percorso
Partiva dalla N31 a Beauvais, oggi con la denominazione di D938. Passava per vari paesi come Saint-Just-en-Chaussée e Ressons-sur-Matz e seguiva poi il Matz per alcuni chilometri. Serviva Lassigny e giungeva a Noyon, da dove fu sostituita dal nuovo percorso della N32 (declassata a D1032). La vecchia strada che attraversa i centri di Chauny e Tergnier e finisce a La Fère è chiamata D338. In seguito, quando fu costruita la circonvallazione facente parte della N44, la N38 fu allungata a Charmes (oggi è la D938), mentre il resto del precedente tracciato fu ridenominato N38e.